# John Jarlath Dooley
John Jarlath Dooley (Kilmaine, 6 luglio 1906 – 18 settembre 1997) è stato un arcivescovo cattolico e missionario irlandese.

## Biografia
John Jarlath Dooley nacque il 6 luglio 1906 a Kilmaine, villaggio situato nella contea di Mayo in Irlanda.
Trasferitosi negli Stati Uniti d'America, fu ordinato prete per la Società di San Colombano per le missioni estere il 20 dicembre 1931 dal vescovo di Omaha Joseph Francis Rummel.
Il 18 ottobre 1951 papa Pio XII gli assegnò la sede titolare di Macra nominandolo delegato apostolico in Indocina.
Ricevette l'ordinazione episcopale il 21 dicembre 1951 per imposizione delle mani dell'arcivescovo e futuro cardinale Egidio Vagnozzi, allora nunzio apostolico nelle Filippine.
Nel 1954 impartì delle istruzioni affinché i cattolici vietnamiti non si trasferissero dal Vietnam del Nord al Vietnam del Sud per sfuggire al regime comunista: in particolare i sacerdoti sarebbero dovuti rimanere nelle proprie diocesi in modo da assistere i fedeli. Tuttavia le istruzioni rimasero in larga parte disattese e circa un milione di cattolici si trasferì nel Vietnam del Sud.
Il 15 settembre 1959 fu nominato officiale della Segreteria di Stato della Santa Sede da papa Giovanni XXIII, ruolo da cui si ritirò nel 1966.
Fu padre conciliare durante il Concilio Vaticano II partecipando a tutte e quattro le sessioni.
Morì il 18 settembre 1997 all'età di 91 anni.

## Genealogia episcopale e successione apostolica
La genealogia episcopale è:
- Cardinale Scipione Rebiba
- Cardinale Giulio Antonio Santori
- Cardinale Girolamo Bernerio, O.P.
- Arcivescovo Galeazzo Sanvitale
- Cardinale Ludovico Ludovisi
- Cardinale Luigi Caetani
- Cardinale Ulderico Carpegna
- Cardinale Paluzzo Paluzzi Altieri degli Albertoni
- Papa Benedetto XIII
- Papa Benedetto XIV
- Cardinale Enrico Enriquez
- Arcivescovo Manuel Quintano Bonifaz
- Cardinale Buenaventura Córdoba Espinosa de la Cerda
- Cardinale Giuseppe Maria Doria Pamphilj
- Papa Pio VIII
- Papa Pio IX
- Cardinale Alessandro Franchi
- Cardinale Giovanni Simeoni
- Cardinale Antonio Agliardi
- Cardinale Basilio Pompilj
- Cardinale Adeodato Piazza, O.C.D.
- Cardinale Egidio Vagnozzi
- Arcivescovo John Jarlath Dooley, S.S.C.M.E.

La successione apostolica è:
- Vescovo Paul-Léon Seitz, M.E.P. (1952)
- Vescovo Joseph Trương Cao Đại, O.P.  (1953)
- Vescovo Francis Xavier Sanguon Souvannasri (1953)
- Vescovo Michael Mongkhol On Prakhongchit (1953)